# Channa stewartii
Channa stewartii és una espècie de peix de la família dels cànnids i de l'ordre dels perciformes.

## Descripció
- Fa 25 cm de llargària màxima.
- Absència d'escates a la regió gular del cap. 47-50 escates a la línia lateral. 13 escates predorsals. Les escates corporals presenten punts negres.
- Aleta dorsal amb 39-40 radis i anal amb 27.
- Les aletes pèlviques fan al voltant d'un terç de la llargada de les pectorals.
- L'aleta dorsal neix per sobre de la base de l'aleta pectoral.[3][4][5][6]

## Reproducció
Hom creu que construeix nius i els pares custodien els ous i les larves.

## Alimentació
És un depredador que es nodreix d'altres peixos i d'invertebrats.

## Hàbitat i distribució geogràfica
És un peix d'aigua dolça, bentopelàgic i de clima temperat càlid a subtropical (22-27°N), el qual viu als estanys i rierols de l'Himàlaia oriental: el nord-est de l'Índia (Assam, Nagaland, Meghalaya, Manipur, Tripura i Arunachal Pradesh), el Nepal) i, probablement també, Bangladesh, incloent-hi les conques dels rius Brahmaputra, Ganges, Kosi, Gandaki, Gogra i Baghmati.

## Estat de conservació
Les seues principals amenaces són l'augment de captures amb destinació al comerç de peixos ornamentals i la sedimentació dels rierols de muntanya deguda a la desforestació.

## Vida en captivitat
El seu aquari hauria de tindre vegetació aquàtica, amagatalls i lliure accés a la superfície perquè, altrament, podria asfixiar-se.

## Observacions
És inofensiu per als humans i no té un gran interès pesquer.